# Plistènet
Plistènet (en grec antic: Πλεισταίνετος, llatí: Pleistaenetus) fou un pintor atenès, germà de Fídies.
Solament l'esmenta Plutarc, que diu que va ser un dels més celebrats pintors del seu temps, junt amb Apol·lodor, Eufrànor, Nícies i Asclepiodor, entre els que pintaven victòries, batalles i herois.